# Hayato Yoshida
Pour les articles homonymes, voir Yoshida.
Hayato Yoshida (吉田 隼人, Yoshida Hayato), né le 19 mai 1989, est un coureur cycliste japonais.

## Biographie
Hayato Yoshida naît le 19 mai 1989 au Japon. Il est en 2012 membre de l'équipe Bridgestone Anchor. De 2013 à 2014 il fait partie de Shimano Racing,. Il est depuis 2015 dans la formation Matrix Powertag.

## Palmarès et résultats

### Palmarès par année
- 2007[1]
  -  Médaille d'or de la course en ligne aux Jeux d'Asie juniors
  - 5e étape du Tour de l'Abitibi
- 2008
  - 3e étape du Tour d'Iran
- 2009
  -  Médaille d'or du contre-la-montre par équipes aux Jeux de l'Asie de l'Est
- 2011
  -  Champion du Japon du contre-la-montre espoirs
- 2012
  - 3e des Challenges Phosphatiers - Challenge Ben Guerir
- 2013
  - 7e étape du Tour de Taïwan

### Classements mondiaux
| Année           | 2008 | 2009 | 2010 | 2011 | 2012 | 2013 | 2014 |
| --------------- | ---- | ---- | ---- | ---- | ---- | ---- | ---- |
| UCI Africa Tour |      |      |      |      | 69e  |      |      |
| UCI Asia Tour   | 213e | 231e |      | 234e |      | 89e  | 388e |